# Kal Ho Naa Ho
Kal Ho Naa Ho (hindi: कल हो ना हो, español: Puede que no exista mañana), también abreviado como KHNH, es una película india de comedia dramática romántica de 2003 dirigida por Nikkhil Advani. Está protagonizada por Jaya Bachchan, Shahrukh Khan, Saif Ali Khan y Preity Zinta, con Sushma Seth, Reema Lagoo, Lillete Dubey y Delnaaz Paul en papeles secundarios. Cuenta la historia de Naina Catherine Kapur, una estudiante de MBA pesimista y envarada, que se enamora de su vecino Aman Mathur, un paciente con enfermedad terminal que trata de hacer que Naina y su amigo Rohit Patel se enamoren entre sí, ya que teme que ella se entristezca por él si le corresponde sus sentimientos.
Karan Johar escribió la película y la coprodujo con su padre Yash Johar bajo su productora Dharma Productions, con un presupuesto de 280 millones INR (alrededor de 6,1 millones USD en 2003). El guion lo redactó Niranjan Iyengar y la música la compuso Shankar-Ehsaan-Loy. Anil Mehta, Manish Malhotra y Sharmishta Roy ejercieron como cinematógrafo, diseñador de vestuario y director de arte, respectivamente. La fotografía principal se realizó en Toronto, Nueva York y Bombay de enero a octubre de 2003. La banda sonora se publicó el 27 de septiembre de 2003 y recibió críticas positivas; los temas principales, «It's The Time To Disco», «Kuch To Hua Hai» y «Pretty Woman» tuvieron particularmente una buena recepción.
Kal Ho Naa Ho se estrenó el 27 de noviembre de 2003 con el lema promocional, «Una historia de toda una vida ... en un instante». Recibió comentarios positivos y se convirtió en un éxito comercial; recaudó 860.9 millones INR (alrededor de 18.8 millones USD en 2003) y consiguió ser la película india más taquillera del año. Explora varios temas, como la representación de la diáspora india, el matrimonio entre castas, la enfermedad terminal y la homosexualidad a través de insinuaciones y vínculos homosociales. Ganó dos National Film Awards, ocho Premios Filmfare, trece International Indian Film Academy Awards, seis Producers Guild Film Awards, tres Screen Awards y dos Zee Cine Awards en 2004.

## Argumento
Naina Catherine Kapur es una estudiante MBA pesimista y envarada que vive en la ciudad de Nueva York con su madre viuda Jennifer Kapur, su hermano biológico Shiv, su hermana adoptiva Gia y su abuela paterna Lajjo. La madre dirige una cafetería sin éxito con su vecino, Jaswinder «Jazz» Kapoor. Lajjo es hostil con la viuda y Gia, ya que cree que la adopción de esta llevó a su hijo (el esposo de Jennifer y el padre de Naina) a suicidarse.
Naina tiene dos mejores amigos: Rohit Patel, su compañero de clase, y Jaspreet «Sweetu» Kapoor, la hermana de Jazz. Su vida es aburrida y eclipsada por la pérdida de su padre hasta que Aman Mathur y su familia se mudan al lado. La alegría de Aman se gana gradualmente a la familia de ella y lentamente comienza a resolver sus problemas. Sugiere que cambien la cafetería a un restaurante indio y su éxito alivia sus cargas financieras. También alienta a la chica a ser feliz y vivir la vida al máximo; algo que la enamora.
Rohit está enamorado de Naina y le pide ayuda a Aman para expresar sus sentimientos. Ella le dice a su amigo que hay algo que debe decirle, lo que lo lleva a pensar que le corresponde a sus sentimientos. Sin embargo, la chica revela que está enamorada de Aman. Conmocionado, llama al muchacho para contarle lo que ha sucedido. Naina va a la casa de él y se sorprende al ver una fotografía de la boda de Aman y su esposa, Priya. Con el corazón roto, ella se va.
La madre de Aman lo confronta por lo que sucedió y él dice que la ama, pero ha decidido ocultarlo porque se está muriendo de una insuficiencia cardíaca. En realidad no está casado; Priya es su amiga de la infancia y doctora. Promete reunir a Naina y Rohit antes de morir porque cree que su amigo podrá mantenerla mejor que él. Trama un plan para transformar el vínculo de ellos dos y que gradualmente se convierta en amor. Ella descubre su plan y le reprende por intentar arruinar su amistad con Rohit. Aman saca el diario del amigo y confiesa sus sentimientos por la chica, diciendo que son del otro. Naina perdona a ambos.
Rohit le propone matrimonio a Naina y ella acepta. Lajjo y Jennifer discuten sobre Gia, que pide ayuda a Aman. A pesar de las objeciones de la madre, él le dice a la abuela que su hijo tuvo una aventura y engendró a Gia. Cuando la madre biológica de Gia se negó a aceptarla, Jennifer la adoptó. Incapaz de lidiar con la culpa, el esposo de ella se suicidó. Lajjo se da cuenta de su error y se reconcilia con ellas.
Durante el compromiso de Naina y Rohit, Aman sufre un ataque al corazón y solo su madre sabe que ha sido ingresado en el hospital. La chica se encuentra con Priya en una joyería, a quien reconoce como la esposa de él. La doctora le presenta a su esposo, Abhay, y se revela la verdad sobre el muchacho. Sorprendida, se da cuenta de que Aman ha sacrificado su amor por ella y abandona el centro comercial en un frenesí emocional. Priya llama al chico y le informa sobre lo que sucedió. Deja el hospital y se encuentra con un frustrado Rohit, quien le pregunta por qué él y no Aman deberían casarse con Naina, pero este le insta a casarse con la muchacha en señal de respeto por su último deseo de verla feliz. Luego el convaleciente se encuentra con la chica y se abrazan mientras él trata de persuadirla de que no la ama. La boda de Rohit y Naina, a la que asiste Aman, se lleva a cabo poco después.
Algún tiempo después de la boda, Aman está en su lecho de muerte y se despide de todos. Se queda solo con Rohit después de que Naina sale de la habitación llorando. Le hace prometer que, aunque ella es suya en esta vida, la conseguirá en la próxima. Veinte años después, Naina le cuenta a una Gia adulta cómo Aman afectó cada aspecto de sus vidas. A ellos se unen su hija Rhea y Rohit, quien le dice a ella que la ama mientras se abrazan.

## Reparto
- Jaya Bachchan como Jennifer Kapur.[6]
- Shahrukh Khan como Aman Mathur.[6]
- Saif Ali Khan como Rohit Patel.[6]
- Preity Zinta como Naina Catherine Kapur (más tarde Patel).[6]
- Sushma Seth como Lajjo Kapur.[6]
- Reema Lagoo como la madre de Aman.[6]
- Lillete Dubey como Jaswinder «Jazz» Kapoor.[7]
- Delnaaz Paul como Jaspreet «Sweetu» Kapoor.[8]
- Shoma Anand como Kammo.[9]
- Kamini Khanna como Vimmo.[9]
- Ketki Dave como Sarlaben Patel.[9]
- Sulbha Arya como Kantaben.[6]
- Athit Naik como Shiv Kapur.[10]
- Jhanak Shukla como Gia Kapur.[9]
- Simone Singh como Camilla (aparición especial).[7]
- Satish Shah como Karsanbhai Patel.[9]
- Rajpal Yadav como Guru.[6]
- Dara Singh como Pritam Chaddha.[11]
- Sanjay Kapoor como Abhay (aparición especial).[6]
- Kajol como un bailarín en la canción «Maahi Ve» (aparición especial).[6]
- Rani Mukerji como un bailarín en la canción «Maahi Ve» (aparición especial).[6]
- Sonali Bendre como Priya (aparición especial).[9]
- Dheepesh Bhatt como Frankie.[12]
- Anaita Shroff Adajania como Geeta Parekh.[9]
- Farah Khan como un cliente en el restaurante de Jenny (aparición especial sin créditos).[13]
- Uday Chopra como un narrador que dice «Día 6» (aparición especial sin créditos).[6]

Nota: Los actores desde Jaya Bachchan hasta Dara Singh aparecen en los créditos iniciales y el resto del reparto se muestra en los finales.

## Producción

### Origen
Descontento con la respuesta polarizada a su producción de 2001, Kabhi Khushi Kabhie Gham..., Karan Johar decidió hacer lo que llamó «una película genial» con «una energía diferente» de sus proyectos anteriores. Comenzó a trabajar en el guion de una película, que inicialmente se tituló Kabhi Alvida Naa Kehna, pero Johar luego lo cambió a Kal Ho Naa Ho (inspirado por la canción «Aisa Milan Kal Ho Naa Ho» de la cinta Hameshaa de 1997). Posteriormente usó el nombre anterior para su filme de 2006.
Casi al mismo tiempo, Nikkhil Advani, quien había servido como asistente de dirección en Is Raat Ki Subah Nahin (1996), Kuch Kuch Hota Hai (1998), Mohabbatein (2000) y Kabhi Khushi Kabhie Gham..., tenía planeado dirigir un suspenso de espías ambientado en Cachemira con Shahrukh Khan. Advani envió un borrador inicial a Johar y su padre, Yash Johar, quienes sintieron que era controvertido y no querían que eligiera un tema tan arriesgado para su película debut, así que el hijo le describió el guion de Kal Ho Naa Ho al asistente, quien aceptó dirigir la cinta si podía hacerlo a su manera. Johar estuvo de acuerdo, ya que prefería no rodar el filme para evitar repetir errores anteriores. Luego lamentó la decisión y pensó en hacerse cargo, pero se abstuvo después por cortesía. Advani dijo que él «se subestimó» al pensar que no podía «hacerle justicia». En una entrevista con Sukanya Verma de Rediff.com, el director describió a Kal Ho Naa Ho como «la historia de una familia que está llena de problemas»; un hombre entra en sus vidas «y resuelve todos sus problemas y les hace darse cuenta de que sus problemas no son tan grandes como creían».

### Castingy equipo
Shahrukh Khan, Jaya Bachchan, Saif Ali Khan y Preity Zinta fueron elegidos para los papeles principales en diciembre de 2002. El primer nombre del personaje de Shahrukh Khan, Aman, era diferente al de sus colaboraciones anteriores con Johar, Kuch Kuch Hota Hai y Kabhi Khushi Kabhi Gham..., donde se llamaba Rahul. A Salman Khan y Kareena Kapoor se les ofrecieron inicialmente los papeles de Rohit y Naina, respectivamente. Khan rechazó la propuesta porque no deseaba «tener un papel secundario» y Kapoor declinó el rol debido a una disputa salarial con Johar. Saif Ali Khan y Zinta posteriormente acordaron ser parte del proyecto.
Se le acercó el papel de la madre de Naina, Jennifer, a Neetu Singh, pero lo rechazó y luego se le ofreció a Bachchan, quien inicialmente también se mostró en contra de asumir el rol. Después de que Advani le dijo que haría la película al estilo de Hrishikesh Mukherjee y Gulzar, quienes eran los directores favoritos de Bachchan, cambió de opinión de inmediato y aceptó el papel. Kajol y Rani Mukerji hicieron cameos en la canción «Maahi Ve». La directora de moda de Vogue India, Anaita Shroff Adajania, tuvo una aparición especial como Geeta Parekh, una compañera de clases de Naina y Rohit.
Además de escribir la historia y el guion, Johar coprodujo Kal Ho Naa Ho con su padre bajo la productora Dharma Productions. La película resultó ser la última producida por Yash Johar antes de su muerte el 26 de junio de 2004. Niranjan Iyengar escribió los diálogos, mientras Anil Mehta y Sanjay Sankla firmaron como cinematógrafo y editor, respectivamente; Mehta también apareció brevemente como el padre de Naina (el esposo de Jennifer) al comienzo de la cinta. Sharmishta Roy se encargó del diseño de producción del filme, mientras que Farah Khan coreografió las escenas de la canción y apareció como cliente en la cafetería de Jennifer. El actor Arjun Kapoor trabajó como asistente de dirección en el largometraje.

### Diseño de vestuario
Los trajes de la película fueron diseñados por Manish Malhotra. Zinta dijo en una entrevista con Subhash K. Jha que prefería «una apariencia muy 'fresa'», similar a la de Love Story (1970) de Ali MacGraw, y usaba anteojos para indicar la naturaleza inicialmente seria de Naina. Johar quería que Bachchan usara jeans, creía que «sería agradable» para la audiencia «verla en algo inusual» y «abrir nuevos caminos» para darle una mirada «fresca». Ella aceptó sin dudar y le dijo: «Si lo logras, lo haré». Zinta diseñó y cosió la ropa para las muñecas de Gia en la película.

### Preproducción
Johar y Advani estaban fascinados con la ciudad de Nueva York y querían establecer a Kal Ho Naa Ho allí. El productor viajó a Nueva York mientras trabajaba en el guion de la película y se quedó al menos un mes y medio estudiando a las personas, su cultura, cómo viajan y el estilo de vida de los estadounidenses y los inmigrantes indios del lugar. Él «se sentó en el Central Park, miró a la gente, escribió la película, regresó a Bombay, la contó a todos, seleccionó el elenco».
Según Advani, la ciudad reflejaba la personalidad de Naina. Resumió la similitud entre los dos: «Puedes estar rodeado de millones de personas justo en el medio de la Grand Central Terminal. Y puedes estar extremadamente solo». Nunca antes había estado en Nueva York y usó las películas de Woody Allen, Martin Scorsese, Rob Reiner y Nora Ephron para aprender sobre la vida del lugar. Al igual que Johar, también analizó todo sobre la ciudad:

Cuando fui a buscar ubicaciones, viví allí durante un mes. Traté de absorber todo lo que había en Nueva York. Simplemente iba y me paraba en la calle durante una hora, observaba a la gente hablar, tomaba notas mentales sobre cómo caminan, hablan, cómo no miraban a las personas a los ojos. Están constantemente en movimiento. Encontré eso increíble.

### Fotografía principal
Kal Ho Naa Ho se hizo con un presupuesto de ₹280 millones (alrededor de 6 132 282 USD en 2003). La fotografía principal comenzó el 20 de enero de 2003 en Bombay. Shahrukh Khan se enfermó después de cuatro días de filmación y le dijo a Johar que no podría continuar con el proyecto, pero Advani le pidió a Johar que esperara hasta que el actor se recuperara. La enfermedad de Khan duró seis meses. Las escenas con Saif Ali Khan y Zinta, incluida la canción «Kuch To Hua Hai», fueron filmadas en Toronto durante un período de ocho días entre marzo y abril de 2003. Johar dijo en una entrevista con Subhash K. Jha que trató de completar la película en Toronto al pensar que sería un buen sustituto de Nueva York y evitaría problemas presupuestarios. Llegó a creer que la idea no era original y que no funcionaría.
El equipo de producción de 80 personas se mudó a Nueva York para una filmación adicional en julio de 2003, mientras Shahrukh Khan se unió a ellos. Advani y Mehta querían capturar el cambio de estaciones de la ciudad de invierno a verano para resaltar la transformación de la personalidad de Naina, pero no pudieron hacerlo debido a la enfermedad de Shahrukh Khan. Como resultado, filmaron las secuencias ambientadas en Nueva York durante el verano.
El rodaje en Nueva York comenzó el 15 de julio, abarcaba áreas en y alrededor de los cinco boroughs y Long Island. La calle donde viven Aman y Naina se filmó en Brooklyn, donde la unidad acampó durante dos semanas en casas locales. Se usó un doble para la escena de Zinta corriendo durante los créditos de apertura de la cinta, ya que ella se había lastimado al grabarla. El apagón del noreste de 2003 obligó al equipo a cancelar algunos rodajes. El horario de filmación en Nueva York duró cincuenta y dos días. Las secuencias finales, que incluyeron algunas canciones, se grabaron en los estudios Filmistan en Bombay durante unos cincuenta días a partir de agosto de 2003. El rodaje terminó en octubre de 2003, con «Maahi Ve» como la última escena filmada. Según Shahrukh Khan, Kal Ho Naa Ho se hizo con sonido sincronizado, ya que había muchas secuencias en interiores en el filme, señaló que esta técnica «mejoró» su desempeño «considerablemente» y lo describió como «una de las mayores bendiciones para un actor».
Johar había planeado el clímax de la película de manera diferente, pero Yash Johar lo convenció de que Aman debía morir. Dada la imagen de pantalla de Shahrukh Khan, creía que la muerte de Aman tendría un mayor impacto en la audiencia. En septiembre de 2015, Shahrukh Khan reveló que Johar «hizo una edición especial» de la película para sus hijos como un favor para él; en esta versión, la película termina antes de que muera su personaje.

## Análisis temático
Kal Ho Naa Ho continuó la tendencia establecida por Amor contra viento y marea (1995) en la que los valores familiares indios siempre se mantienen, independientemente del país de residencia. El profesor de análisis social y cultural Gayatri Gopinath (autor de Impossible Desires: Queer Diasporas and South Asian Public Cultures) notó cómo el filme afirma «la indigenidad esencial» de sus personajes y la entrada de Aman Mathur les da orgullo en su identidad como indios. Esto se ve cuando Aman ayuda a superar las limitaciones financieras de Jennifer Kapur al convertir su cafetería en un restaurante indio y reemplazar la bandera estadounidense por la india. En Postliberalization Indian Novels in English: Politics of Global Reception and Awards, Maria Ridda compara la cinta con Kuch Kuch Hota Hai porque ambas películas representan la internalización de las ideologías occidentales en la cultura india. Ridda estuvo de acuerdo con Gopinath en el impacto de la transformación de Aman en la cafetería, también señaló que todos los amigos y familiares de Jennifer trabajan juntos en la renovación y esto refuerza «un sentido de pertenencia 'panindio'».
En un extenso análisis comparativo de Kal Ho Naa Ho con la película Salaam Namaste (2005) de Siddharth Anand, un profesor asistente de la Escuela de Comunicación de la Universidad Estatal de Cleveland, Anup Kumar, creyó que las cintas son similares y representan «como un arquetipo» la «unidad en la diversidad» de personajes. En Salaam Namaste, los personajes son de toda la India, uno es de Bangladés. También señaló que los apellidos de los personajes «significan etnia y casta». En Kal Ho Naa Ho, Jennifer y Lajjo son cristiana y punyabí sij, respectivamente; Rohit es un guyaratí. Según Kumar, el matrimonio de Rohit y Naina simboliza la unidad de la gente de Punyab y Gujarat. Ambas películas enfatizan diferentes aspectos del matrimonio. En Salaam Namaste, las carreras profesionales de los personajes centrales Nick y Ambar (Saif Ali Khan y Zinta) son lo primero y temen el compromiso. Por el contrario, en Kal Ho Naa Ho se fomenta la tradición del matrimonio arreglado por el amor.
Muchos críticos notaron el parecido de Aman con el personaje de Rajesh Khanna, Anand Saigal, en Anand (1971) de Hrishikesh Mukherjee. En ambas películas, el protagonista es diagnosticado con una enfermedad terminal, pero cree en vivir la vida al máximo. A pesar de aceptar las personalidades similares de Aman y Anand, Mayank Shekhar de Mid Day sintió que la película tenía más en común con el debut como director de Farhan Akhtar, Dil Chahta Hai (2001), «en su aspecto y sus jergas». Los periodistas y críticos de cine, Komal Nahta, en su reseña de Kal Ho Naa Ho para Outlook, Ram Kamal Mukherjee de Stardust, Jitesh Pillai de The Times of India y Paresh C. Palicha de The Hindu, todos estuvieron de acuerdo en que la película era temáticamente similar a Anand. Cada uno sintió que compartía aspectos comunes con otras películas protagonizadas por Khanna: Safar (1970), donde la enfermedad terminal también es un motivo central, y Bawarchi (1972), en el que el protagonista repara las relaciones entre familiares y amigos. Pillai también comparó la muerte de Shahrukh Khan con la de Tom Hanks en el drama legal, Philadelphia (1993).
Algunos críticos y académicos creen que Kal Ho Naa Ho tiene temas homosexuales indirectos. Manjula Sen de The Telegraph y Mimansa Shekhar de The Indian Express sintieron que hay insinuaciones homosexuales, particularmente en escenas en las que Kantaben, la criada de Rohit, le encuentra a él y Aman en lo que piensa que son situaciones comprometedoras, lo que la hace creer que son una pareja. Dina Holtzman escribió en su libro Bollywood and Globalization: Indian Popular Cinema, Nation, and Diaspora, que la muerte de Aman era similar a la muerte de Jai (personaje de Amitabh Bachchan en la película de 1975, Sholay). Según Holtzman, sus muertes rompieron el vínculo entre los dos protagonistas masculinos y fueron necesarios para establecer una relación normativa heterosexual entre Rohit y Naina en Kal Ho Naa Ho, y Veeru y Basanti en Sholay.

## Música
Johar terminó su asociación con el dúo de compositores Jatin–Lalit después de que declararon públicamente que estaban disgustados con su decisión de usar otros directores musicales para Kabhi Khushi Kabhie Gham ... La banda sonora de Kal Ho Naa Ho la compuso Shankar–Ehsaan–Loy en su primera colaboración con Johar, con letra de Javed Akhtar.
A diferencia de muchas películas anteriores de Bollywood, Johar cumplió con las leyes internacionales de derechos de autor y obtuvo permiso para reelaborar la canción de Roy Orbison de 1964 «Oh, Pretty Woman» para la cinta; el tema revisado se tituló «Pretty Woman». La música para la canción principal, «Kal Ho Naa Ho», la compuso Loy Mendonsa, mientras que él y Advani estaban en una panadería alemana en Pune. Advani quería algo con temática similar a la grabación de 1997 de Celine Dion de «My Heart Will Go On», que estaba tarareando en ese momento. Cuando lo escuchó, Mendonsa se le ocurrió la melodía y la grabó en su teléfono. Después de que Shankar Mahadevan y Ehsaan Noorani lo escucharon, el trío hizo el tema.
La banda sonora se publicó el 27 de septiembre de 2003 bajo el sello Sony Music India. La ceremonia de lanzamiento del audio se llevó a cabo dos días después en el Taj Lands End en Bombay. El álbum tuvo críticas positivas y las canciones principales «It's the Time To Disco», «Kuch To Hua Hai» y «Pretty Woman» se hicieron populares. Un crítico de Bollywood Hungama lo llamó «una amalgama fabulosa de melodías indias y sonido contemporáneo». Otro autor opinó en el mismo sitio web pensó que, aparte de «Kal Ho Naa Ho» y «Kuch To Hua Hai», el resto del los temas estaban en la categoría «'promedio' a 'muy promedio'». Vipin Nair de Film Companion clasificó la banda sonora en el puesto 66 de su lista de «100 álbumes de Bollywood». Nair señaló que, aunque el disco «tenía un conjunto de canciones bastante diverso», eligió la canción principal como su favorita y la colocó «entre las canciones más conmovedoras producidas desde el comienzo del siglo». Se convirtió en el tercer álbum más vendido del año en India, con ventas de más de 2.3 millones de copias. En 2015, la Embajada de Alemania en India utilizó el tema principal como referencia, produjo un vídeo de ocho minutos titulado Lebe Jetzt («Kal Ho Naa Ho» en alemán). En él se presenta al embajador alemán, Michael Steiner, su esposa Elisse y el ex ministro de Asuntos Exteriores, Salman Khurshid, en los papeles desempeñados por Shahrukh Khan, Zinta y Saif Ali Khan, respectivamente.
| N.º | Título                     | Artist(s)                                                               | Duración |  |
| 1.  | «Kal Ho Naa Ho»            | Sonu Nigam                                                              | 5:21     |  |
| 2.  | «Maahi Ve»                 | Madhushree, Sadhana Sargam, Shankar Mahadevan, Sonu Nigam, Udit Narayan | 6:06     |  |
| 3.  | «It's the Time To Disco»   | KK, Loy Mendonsa, Shaan, Vasundhara Das                                 | 5:33     |  |
| 4.  | «Kuch To Hua Hai»          | Alka Yagnik, Shaan                                                      | 5:19     |  |
| 5.  | «Kal Ho Naa Ho» (Pathos)   | Alka Yagnik, Richa Sharma, Sonu Nigam                                   | 5:35     |  |
| 6.  | «Pretty Woman»             | Ravi Khote, Shankar Mahadevan                                           | 5:53     |  |
| 7.  | «Heartbeat» (Instrumental) | —                                                                       | 4:23     |  |

## Lanzamiento

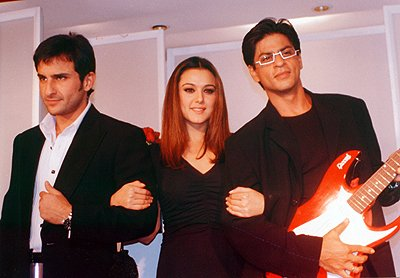
Saif Ali Khan, Zinta y Shahrukh Khan en un evento para la película en 2003.

Kal Ho Naa se estrenó el 27 de noviembre de 2003 y se promocionó con el eslogan «Una historia de toda una vida ... en un instante». Sus derechos de distribución internacional fueron adquiridos por Yash Raj Films. La película ganó el premio Prix Du Public cuando se proyectó en el Valenciennes Film Festival 2004. También se mostró en el Festival Internacional de Cine de Marrakech 2005.
Los trajes usados por Shahrukh Khan, Saif Ali Khan y Zinta fueron subastados en diciembre de 2003 por Fame Adlabs en Bombay. El guion de la película se agregó a la Biblioteca Margaret Herrick, el repositorio principal de la Academia de Artes y Ciencias Cinematográficas, más tarde ese mes.

## Recepción

### Recepción de la crítica

#### En India
La película recibió valoraciones positivas; su dirección, historia, guion, cinematografía y actuaciones obtuvieron la mayor atención. La crítica de cine y autora Anupama Chopra elogió la dirección de Advani y señaló en su reseña de India Today que «emerge como una voz distintiva». Aunque apreció los aspectos técnicos, criticó la primera mitad del metraje y sus subtramas. Mayank Shekhar calificó a Kal Ho Naa Ho como «un compendio de momentos cuidadosamente construidos» que ayudó a la audiencia a «sentirse más liviana e iluminada» y concluyó que vale la pena invertir en verla. Komal Nahta elogió la dirección, el guion y las actuaciones principales, particularmente la de Shahrukh Khan, a cuyo personaje, Aman, declaró como «uno de los mejores papeles de su carrera». Ram Kamal Mukherjee describió la actuación de Zinta como «asombrosa» y dijo que «manejó hábilmente los matices del complejo personaje» y lo desempeñó «con ímpetu». También calificó el tratamiento de la historia como «único», a la vez que admiró los aspectos técnicos de la película y su abordamiento de la homosexualidad «con un toque de [humor] y afortunadamente sin degradar su conexión social».
Jitesh Pillai describió el guion de Johar como «entrañable» y escribió que «oscila con abandono del soltero con un corazón de oro a la obstinada protagonista». También elogió las actuaciones de Shahrukh Khan y Saif Ali Khan, particularmente su relación en pantalla y la dinámica cómica. Calificó a Shah Rukh Khan como «maravilloso» y «el alma» de la película, mientras que la «alegría de vivir» de Ali Khan le convierte en una de las actuaciones más deliciosas vistas en los últimos tiempos. Rama Sharma de The Tribune sintió que Shahrukh Khan «infunde suficiente chispa y afecto», pero que a veces estaba «sobrecargado». Elogió la cinematografía de Mehta por capturar matices y «aumentar la emoción».
En The Hindu, Paresh C. Palicha elogió los diálogos «ingeniosos y frescos» de Iyengar, pero criticó los acentos indios de los personajes. Otro crítico del mismo periódico, Ziya Us Salam, estuvo de acuerdo con Nahta en que la película pertenecía a Shahrukh Khan. Aunque el actor «hace lo mismo una y otra vez», desempeña su papel «con tal estilo que todo lo que puedes hacer es sentarte y esperar a que ese magistral artista vuelva a desplegar su magia». Una tercera revisión en The Hindu, de Chitra Mahesh, calificó a Kal Ho Naa Ho como «una película inteligente» y exaltó la actuación de Saif Ali Khan al decir que «ha demostrado una vez más lo maravillosamente natural que es como actor». Sin embargo, escribió que Shahrukh Khan «se esfuerza demasiado para impresionar».
Rohini Iyer de Rediff.com resaltó la narración «fresca» y el «humor picante» de Kal Ho Naa Ho, y dijo que Zinta «captura el espíritu» de su personaje. Concluyó su revisión diciendo que la película «te transportará con su exuberancia». Según Archana Vohra de NDTV, Advani «parece haber encontrado una forma innovadora de presentar un complot elaborado hasta la muerte» y agregó: «Independientemente de los adornos, la ropa elegante y las estrellas bien vestidas, la película cala hondo». Vohra, al considerar que la actuación de Bachchan está «extremadamente bien lograda», así como la presencia de Jennifer y Saif Ali Khan en pantalla le resultaba «electrizante», criticó a Shahrukh Khan por «interpretar el mismo tipo de papeles» que hizo en Amor contra viento y marea, Algo sucede en mi corazón y Kabhi Khushi Kabhi Gham...,; empero, añade que «no es tan malo. Solo necesita tomarse el histrionismo con calma».

#### En otros países
Kal Ho Naa Ho recibió una calificación del 70 % en el sitio web agregador de reseñas Rotten Tomatoes basado en diez revisiones, con una calificación promedio de 7.25 sobre 10. Metacritic, que utiliza un promedio ponderado, le ha dado a la película una puntuación de 54 sobre 100 basada en cuatro reseñas, lo que indica «revisiones mixtas o promedio».
En una crítica positiva, Dave Kehr de The New York Times describió a Kal Ho Na Ho como «una vigorosa combinación de comedia romántica y melodrama familiar de Bollywood» y «una rica comida que puede reservarse para estómagos acostumbrados a tan abundante comida». Derek Elley, de Variety, calificó la película como un esfuerzo de «juego de niños» de Johar, con «una ligereza de toque que la distingue de los éxitos anteriores». Elley elogió a Saif Ali Khan y Zinta, señaló que «más que tener» lo suyo «contra un elenco enorme». Manish Gajjar, de la BBC, encontró el guion «fresco y atractivo», y que Advani demuestra que «tiene la capacidad natural de manejar los momentos más ligeros y graves de la película». Gajjar calificó a Kal Ho Naa Ho como un «producto bien elaborado».
David Parkinson de Radio Times escribió que la película «conserva un sabor distintivo de Bollywood», a pesar de estar inspirado en «comedias románticas de Hollywood». Parkinson criticó su longitud. Señaló: «El ritmo se afloja a medida que las demandas de la trama tienen prioridad sobre las piezas establecidas». Jami Bernard del New York Daily News escribió: «Los musicales de Bollywood, esas extravagancias grandes, ruidosas y coloridas de la India, son un gusto adquirido y gran parte de Kal Ho Naa Ho no se traduce fácilmente»; a pesar de esta crítica mixta, Bernard señaló que los personajes del elenco principal «crecen en ti».

### Taquilla
La película se convirtió en un éxito de taquilla, particularmente en el extranjero debido a su ambientación en Nueva York. Kal Ho Naa Ho se estrenó en 400 salas en toda la India y recaudó ₹21.7 millones (475 000 USD en 2003) en su día inaugural, el cuarto mayor ingreso del primer día del año. Ganó ₹67.1 millones (1.47 millones USD en 2003) al final de su fin de semana de apertura y rompió el récord de Koi... Mil Gaya para el mejor fin de semana de apertura del año en la India. En su primera semana, la cinta embolsó ₹124.5 millones (2.7 millones USD en 2003). Kal Ho Naa Ho consiguió ₹581.8 millones (12.7 millones USD en 2003) en India y se convirtió en el segundo filme indio más taquillero de 2003, detrás de Koi... Mil Gaya.
En el extranjero, Kal Ho Naa Ho se estrenó en 37 cines en el Reino Unido. La película debutó en el sexto lugar y recaudó ₹29.41 millones (alrededor de 644 000 USD en 2003) durante su primer fin de semana, superada solo por Kabhi Khushi Kabhi Gham.... En los Estados Unidos, donde se estrenó en 52 pantallas, ganó ₹34.62 millones (758 000 USD en 2003) en su primer fin de semana de cuatro días. Al final de su primera semana, la cinta había embolsado ₹4.64 millones (1.8 millones USD en 2003), la mayor recaudación en el extranjero en la primera semana del año para un filme indio. En el primer mes después de su lanzamiento, Kal Ho Naa Ho consiguió alrededor de ₹180 millones (3.9 millones USD en 2003) en los Estados Unidos y el Reino Unido, además que ingresó entre los diez más taquilleros en el último. Ganó ₹279.1 millones (6.1 millones USD en 2003) en el extranjero, que le convirtió en el filme indio más taquillero del año. Box Office India estimó que las recaudaciones totales de la película fueron de ₹860.9 millones (18.8 millones USD en 2003), por lo que se le considera la cinta india más rentable de 2003.

## Premios y nominaciones
En los 51° National Film Awards, Shankar–Ehsaan–Loy recibió el premio a mejor dirección musical y Sonu Nigam triunfó como mejor cantante de playback masculino. Kal Ho Naa Ho consiguió once nominaciones en los 49° Premios Filmfare y ganó ocho, la mayor cantidad por cualquier película ese año, que incluían: mejor actriz (Zinta), mejor actor de reparto (Saif Ali Khan) y mejor actriz de reparto (Bachchan). La cinta obtuvo trece galardones de sus dieciséis nominaciones en los 5° IIFA Awards, como: mejor película, mejor actriz (Zinta), mejor actor de reparto (Saif Ali Khan) y mejor actriz de reparto (Bachchan).